# Tragocerus lepidopterus
Tragocerus lepidopterus är en skalbaggsart som först beskrevs av Schreibers 1802.  Tragocerus lepidopterus ingår i släktet Tragocerus och familjen långhorningar. Inga underarter finns listade i Catalogue of Life.